# 標津町

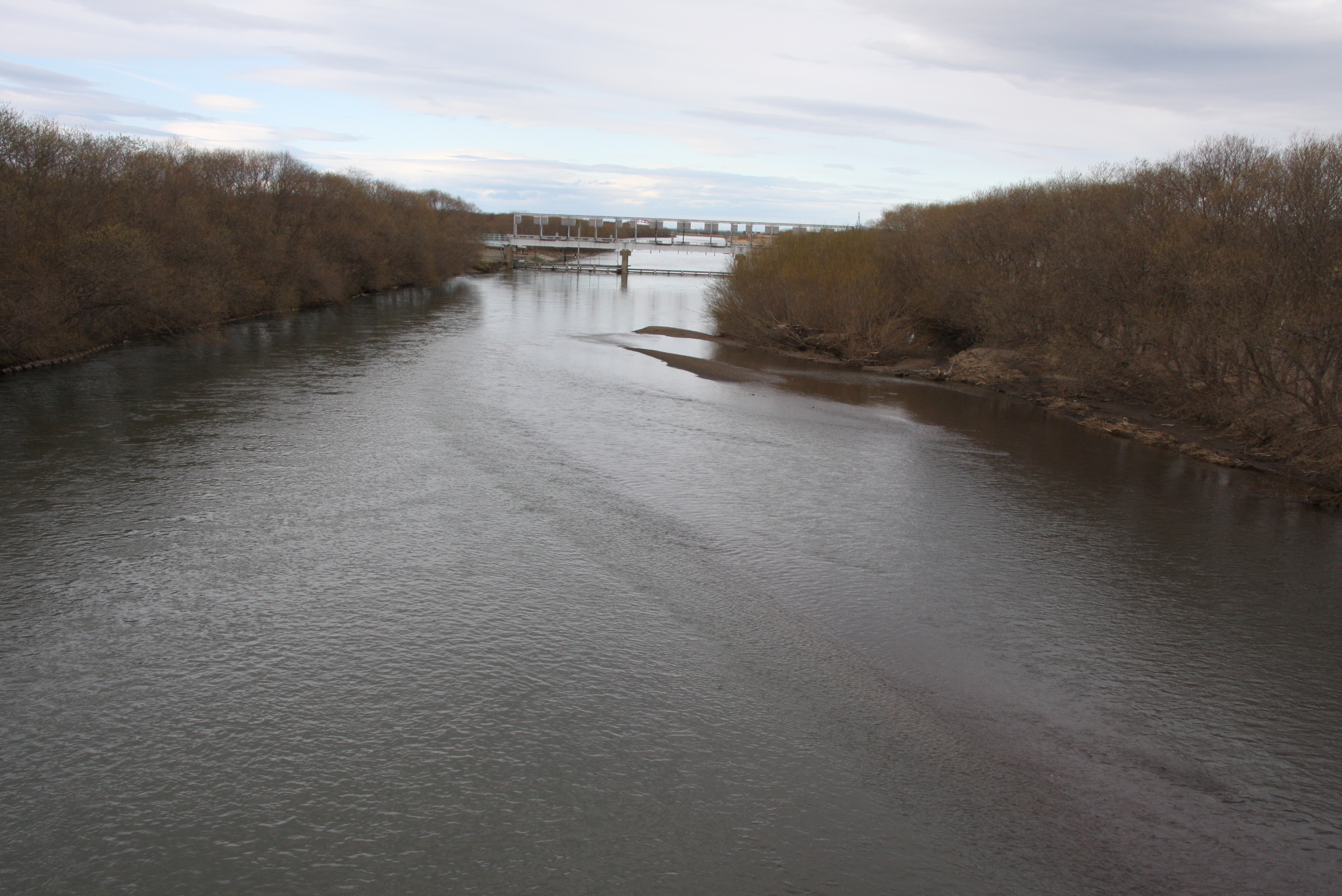
標津川

標津町（しべつちょう）は、北海道東部、根室振興局管内標津郡にある町。日本有数の鮭の産地として知られる。
上川総合振興局に同名の読みの士別市があり、テレビ・ラジオ放送では混同を防ぐために、標津町には振興局名を冠して「根室標津」、士別市を「サムライ士別」などと呼ぶことがある。

## 地理
根室振興局管内の中部に位置する。北は植別川で羅臼町と、北西・西は斜里岳をはじめとする知床連山により斜里町・清里町と隔てられる。南西は中標津町、南は別海町に接している。町域は西半が知床連山から続く山地・台地（根釧台地）で、東半は標津川・忠類川などの中小河川沿いに低湿な平地が広がっている。東は根室海峡に面しており、海岸からは国後島を望むことができる。南部から海峡に突きだした砂嘴・野付半島の一帯は風蓮湖とともに野付風蓮道立自然公園に指定されている。
釧路市から北東に約120km、根室市から北西に約95km、中標津町から東に約20kmに位置。衆院選の小選挙区では北海道第7区に、天気予報の二次細分区域では根室北部に属する。日本最東端の「特別豪雪地帯」である。
- 山 : 東斜里岳 (1452m)、南斜里岳 (1442m)、海別岳 (1419m)、サマッケヌプリ山 (1062m)、ソーキップ岳 (1026m)、武佐岳 (1006m)、俣落岳 (1003m)、尖峰 (953m)、ペクンネウシヌプリ (836m）、錐山 (721m)、薫別岳 (699m)、瑠辺斯岳 (659m)
- 河川 : 標津川、忠類川、ウラップ川、薫別川など

### 隣接している自治体
- 根室振興局
  - 標津郡：中標津町
  - 目梨郡：羅臼町
  - 野付郡：別海町
- オホーツク総合振興局
  - 斜里郡：斜里町、清里町（清里町とは境界が接しているが道路が通じていないので、斜里町か中標津町を経由しないと行き来はできない）

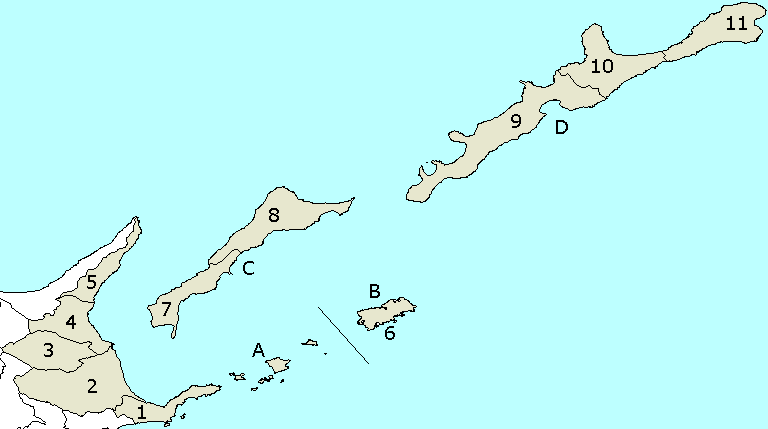
根室振興局（4.標津町）

## 気候
ケッペンの気候区分によると、標津町は亜寒帯湿潤気候または湿潤大陸性気候に属する。寒暖の差が大きく気温の年較差、日較差が大きい顕著な大陸性気候である。降雪量が多く、周辺の自治体と同様に特別豪雪地帯に指定されている。冬季は-20℃前後の気温が観測されることが珍しくなく、寒さが厳しい。
| 標津（1991年 - 2020年）の気候 | 標津（1991年 - 2020年）の気候 | 標津（1991年 - 2020年）の気候 | 標津（1991年 - 2020年）の気候 | 標津（1991年 - 2020年）の気候 | 標津（1991年 - 2020年）の気候 | 標津（1991年 - 2020年）の気候 | 標津（1991年 - 2020年）の気候 | 標津（1991年 - 2020年）の気候 | 標津（1991年 - 2020年）の気候 | 標津（1991年 - 2020年）の気候 | 標津（1991年 - 2020年）の気候 | 標津（1991年 - 2020年）の気候 | 標津（1991年 - 2020年）の気候 |
| 月                            | 1月                           | 2月                           | 3月                           | 4月                           | 5月                           | 6月                           | 7月                           | 8月                           | 9月                           | 10月                          | 11月                          | 12月                          | 年                            |
| ----------------------------- | ----------------------------- | ----------------------------- | ----------------------------- | ----------------------------- | ----------------------------- | ----------------------------- | ----------------------------- | ----------------------------- | ----------------------------- | ----------------------------- | ----------------------------- | ----------------------------- | ----------------------------- |
| 最高気温記録 °C （°F）        | 7.9 (46.2)                    | 11.7 (53.1)                   | 17.6 (63.7)                   | 30.0 (86)                     | 32.1 (89.8)                   | 33.7 (92.7)                   | 36.4 (97.5)                   | 35.0 (95)                     | 32.7 (90.9)                   | 27.4 (81.3)                   | 20.0 (68)                     | 15.0 (59)                     | 36.4 (97.5)                   |
| 平均最高気温 °C （°F）        | −1.4 (29.5)                   | −1.4 (29.5)                   | 2.2 (36)                      | 8.0 (46.4)                    | 12.9 (55.2)                   | 15.7 (60.3)                   | 19.2 (66.6)                   | 21.9 (71.4)                   | 20.4 (68.7)                   | 15.3 (59.5)                   | 8.3 (46.9)                    | 1.4 (34.5)                    | 10.2 (50.4)                   |
| 日平均気温 °C （°F）          | −5.4 (22.3)                   | −5.5 (22.1)                   | −1.6 (29.1)                   | 3.4 (38.1)                    | 8.1 (46.6)                    | 11.5 (52.7)                   | 15.4 (59.7)                   | 18.0 (64.4)                   | 16.1 (61)                     | 10.4 (50.7)                   | 3.8 (38.8)                    | −2.6 (27.3)                   | 6.0 (42.8)                    |
| 平均最低気温 °C （°F）        | −10.9 (12.4)                  | −11.0 (12.2)                  | −6.0 (21.2)                   | −0.6 (30.9)                   | 4.1 (39.4)                    | 8.4 (47.1)                    | 12.6 (54.7)                   | 14.9 (58.8)                   | 11.9 (53.4)                   | 5.2 (41.4)                    | −1.0 (30.2)                   | −7.6 (18.3)                   | 1.7 (35.1)                    |
| 最低気温記録 °C （°F）        | −26.3 (−15.3)                 | −31.5 (−24.7)                 | −26.4 (−15.5)                 | −13.7 (7.3)                   | −3.2 (26.2)                   | −0.3 (31.5)                   | 3.0 (37.4)                    | 6.0 (42.8)                    | 0.8 (33.4)                    | −4.4 (24.1)                   | −14.1 (6.6)                   | −19.5 (−3.1)                  | −31.5 (−24.7)                 |
| 降水量 mm （inch）            | 38.0 (1.496)                  | 28.0 (1.102)                  | 54.3 (2.138)                  | 82.8 (3.26)                   | 109.8 (4.323)                 | 111.9 (4.406)                 | 123.1 (4.846)                 | 161.2 (6.346)                 | 174.5 (6.87)                  | 125.2 (4.929)                 | 78.5 (3.091)                  | 62.4 (2.457)                  | 1,154.4 (45.449)              |
| 平均降水日数 （≥1.0 mm）      | 8.2                           | 6.7                           | 8.4                           | 10.2                          | 10.9                          | 10.0                          | 12.3                          | 13.4                          | 12.6                          | 10.6                          | 9.9                           | 9.3                           | 122.2                         |
| 平均月間日照時間              | 144.9                         | 159.3                         | 178.4                         | 177.8                         | 169.4                         | 129.4                         | 117.8                         | 123.6                         | 142.4                         | 153.1                         | 140.3                         | 138.0                         | 1,774.4                       |
| 出典：気象庁                  |                               |                               |                               |                               |                               |                               |                               |                               |                               |                               |                               |                               |                               |

## 歴史
- 1700年（元禄13年） 松前藩が元禄御国絵図を江戸幕府に献上。この図に「ちべ内」と記載。標津が文献に表われた初め。
- 1701年 厚岸場所の奥地を分離して、霧多布場所を設ける。
- 1758年（宝暦8年） ノッシヤムの酋長シクフが部下2千～3千人を率いて宗谷えぞを襲撃、60余人を殺し、200余人を傷つけた。
- 1759年 松前藩士の湊覚之進は7月、シクフを厚岸に招き、昨年の騒乱を罰し、手印として宝物を提出せしめて許す。
- 1774年（安永2年） 霧多布外3場所を飛弾屋久兵衛に請負わす。クナシリ酋長ツキノエが飛弾屋の交易船に暴行。
- 1783年（天明3年） 夏、宗谷、目梨のえぞ8百～9百人が餓死。
- 1783年 秋に飢饉。年かわれど止まず。
- 1785年 幕府派遣のえぞ地分検隊が標津を通過。この時、ツキノエが隊長に会いたがり、松前藩士に阻止さる。
- 1786年 9月7日夜、幕府派遣の「神通丸」が標津沖で、「五社丸」は西別沖で暴風のため沈没。
- 1789年（寛政元年） 国後、目梨のアイヌ反乱。和人70人を殺害。飛弾屋を免じ、村山伝兵衛に場所請負を命ず。
- 1794年 運上屋をノッカマップより根室へ移し、根室領と称す。
- 1796年 小林宗九郎、熊野屋忠右衛門、根室場所請負人となる。
- 1859年 道東の開拓権を与えられた会津藩が陣屋を置く[2]。
- 1879年（明治12年） 4月に戸長役場を標津に設け（標津町の開基）、標津と伊茶仁の2ケ村を統治し、6月には標津郡戸長役場となる。
- 1880年（明治13年） 標津・目梨両郡戸長役場となり、管轄を標津村、伊茶仁村、薫別村、崎無異村、忠類村、植別村の6ケ村とする。
- 1884年（明治17年） 野付郡茶志骨村を編入し、標津外6ケ村戸長役場となる。
- 1901年（明治34年） 植別村が植別村戸長役場（現在の羅臼町）として分離する。
  - 1901年（明治34年） 標津駅逓所開設。
- 1923年（大正12年） 二級町村制が施行、標津村。標津外5ケ村戸長役場を標津村役場に改称する。
- 1926年（昭和元年） 標津 - 中標津間、殖民軌道根室線開通。翌年より運行開始。
- 1929年（昭和4年） 中標津火力発電所運転。
  - 1929年（昭和4年） 6大字を廃し、18字を置く。太字は後に中標津村(後の中標津町)に移行した字全域。
    - 標津村 →　標津、武佐、開陽、俣落、西竹、養老牛、上標津、計根別、当幌、中標津、俵橋、川北[3]
    - 伊茶仁村 → 伊茶仁[4]
    - 薫別村 → 薫別[5]
    - 崎無異村 → 崎無異[6]
    - 忠類村 → 忠類[7]、古多糠[8]
    - 茶志骨村 → 茶志骨[9]
- 1937年（昭和12年） 国鉄標津線が根室標津駅まで延伸。殖民軌道廃止。
- 1946年（昭和21年） 中標津村（現中標津町）が分村。
- 1958年（昭和33年） 町制施行、標津町となる。
- 1979年（昭和54年） 標津町百年記念式典が行われる。
- 1989年（平成元年） JR標津線廃止。

## 経済

### 産業
農業は畜産がほとんどで、近隣の中標津町、別海町とともに酪農地帯を形成している。他にテンサイの栽培も行われる。豊富な森林資源を背景に林業も行われる。
漁業は古くから盛んで、特に鮭が多く獲れ、秋サケは日本有数の水揚げ量を誇る。サケ・マスの年漁獲量は、約17,000t（約530万尾）。ホタテガイの漁獲も多い。また年に1度、標津町民に無料で鮭が提供される。隣接する羅臼町とは違い、昆布などの採藻は行われない。

### 農協・漁協
- 標津町農業協同組合（JAしべつ）
- 標津漁業協同組合

### 金融機関
- 大地みらい信用金庫標津支店

### 郵便局
- 標津郵便局（集配局）
- 薫別郵便局（集配局）
- 川北郵便局
- 標津忠類簡易郵便局
- 古多糠簡易郵便局

## 地域

### 人口
| |                                        |  |
| 標津町と全国の年齢別人口分布（2005年） | 標津町の年齢・男女別人口分布（2005年） |  |
| ■紫色 ― 標津町 ■緑色 ― 日本全国 | ■青色 ― 男性 ■赤色 ― 女性              |  |
| 標津町（に相当する地域）の人口の推移 \| 1970年（昭和45年） \| 8,001人 \| \| \| 1975年（昭和50年） \| 7,781人 \| \| \| 1980年（昭和55年） \| 7,730人 \| \| \| 1985年（昭和60年） \| 7,577人 \| \| \| 1990年（平成2年） \| 7,310人 \| \| \| 1995年（平成7年） \| 7,087人 \| \| \| 2000年（平成12年） \| 6,298人 \| \| \| 2005年（平成17年） \| 6,063人 \| \| \| 2010年（平成22年） \| 5,646人 \| \| \| 2015年（平成27年） \| 5,242人 \| \| \| 2020年（令和2年） \| 5,023人 \| \| |                                        |  |
| 総務省統計局 国勢調査より |                                        |  |
| 1970年（昭和45年） | 8,001人                                |  |
| 1975年（昭和50年） | 7,781人                                |  |
| 1980年（昭和55年） | 7,730人                                |  |
| 1985年（昭和60年） | 7,577人                                |  |
| 1990年（平成2年） | 7,310人                                |  |
| 1995年（平成7年） | 7,087人                                |  |
| 2000年（平成12年） | 6,298人                                |  |
| 2005年（平成17年） | 6,063人                                |  |
| 2010年（平成22年） | 5,646人                                |  |
| 2015年（平成27年） | 5,242人                                |  |
| 2020年（令和2年） | 5,023人                                |  |

標津町の人口は、平成28年10月1日時点で男性 2,632人、女性 2,697人、合計 5,329人である。

## 行政

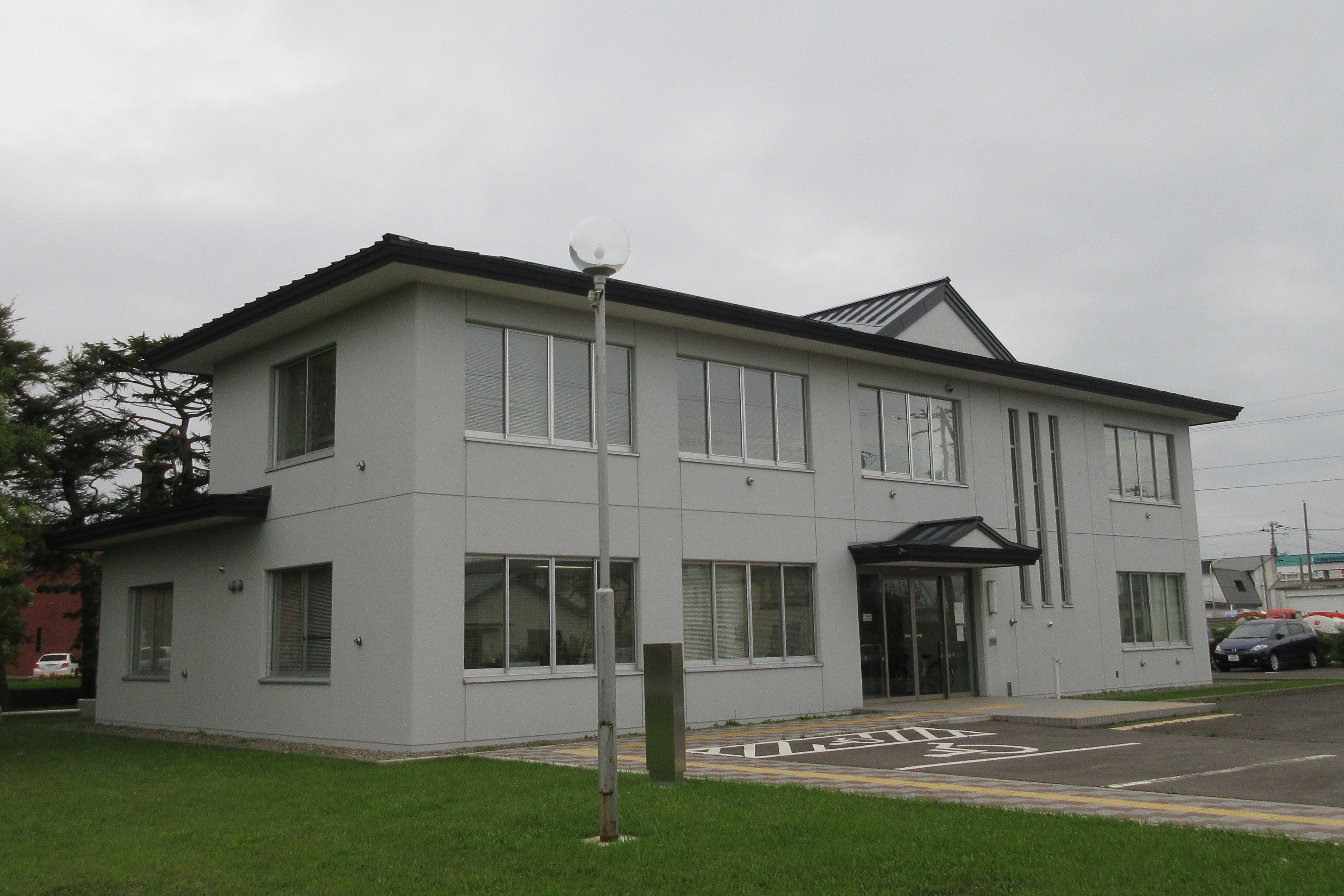
標津簡易裁判所

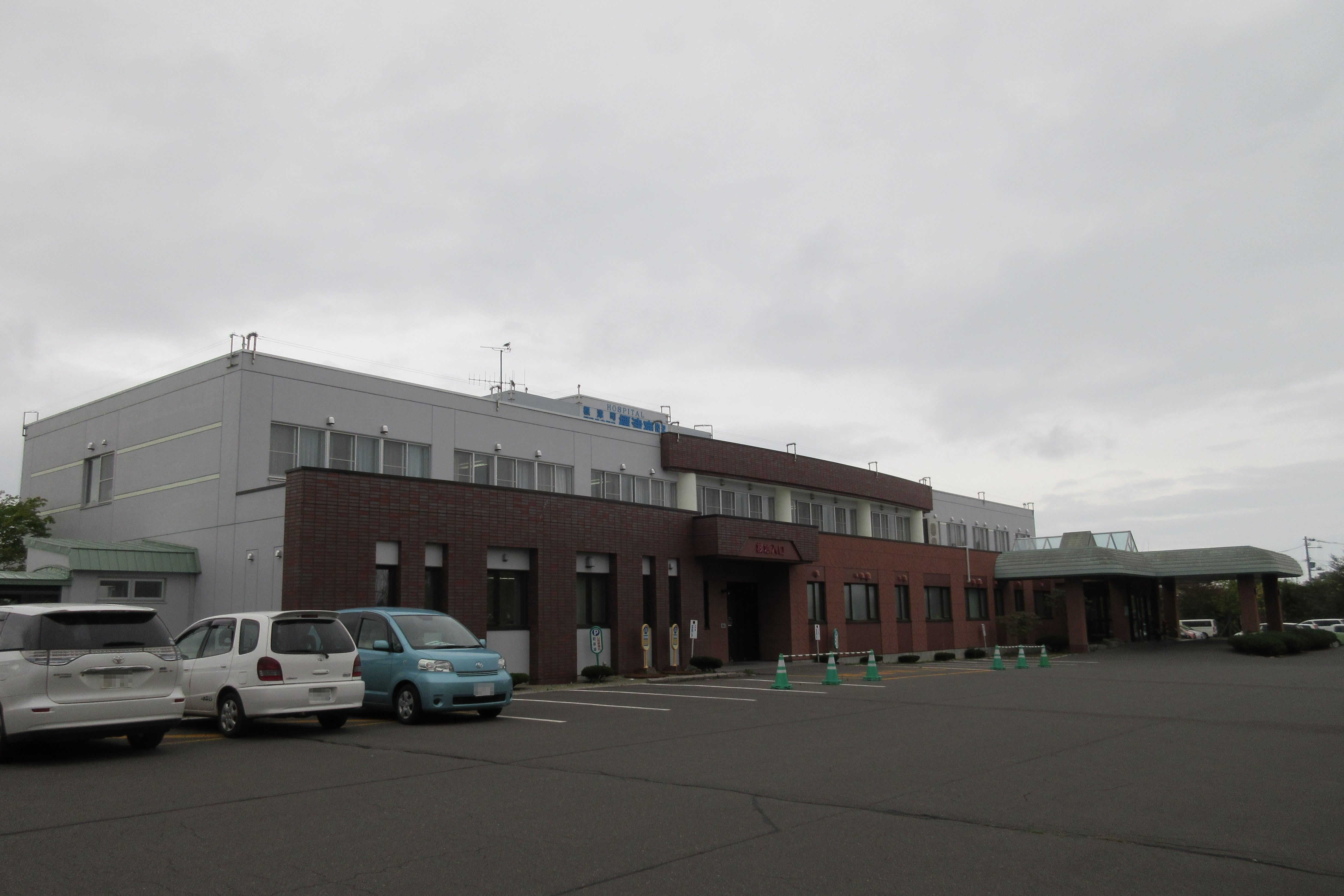
標津町国民健康保険標津病院

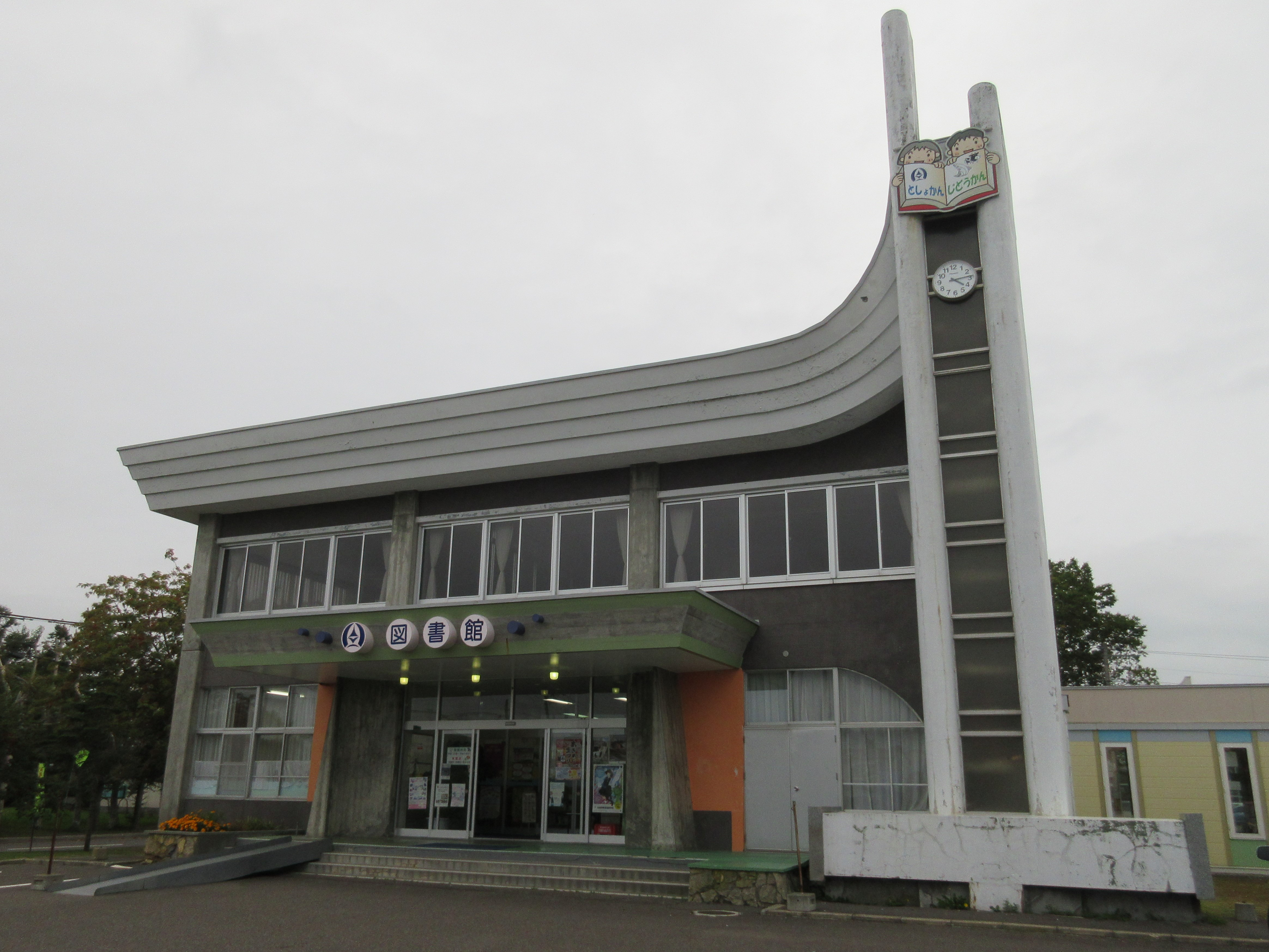
旧標津町図書館（標津町生涯学習センター移転前）

### 国の機関
- 標津簡易裁判所
- 釧路家庭裁判所標津出張所
- 北海道森林管理局根釧東部森林管理署
- 陸上自衛隊標津分屯地

### 警察
- 中標津警察署
  - 標津駐在所
  - 川北駐在所
  - 薫別駐在所

### 消防
根室北部消防事務組合消防本部
- 標津消防署

### 教育
- 高等学校（道立）
  - 北海道標津高等学校（普通科）
- 中学校
  - 標津町立標津中学校
  - 標津町立川北中学校
- 小学校
  - 標津町立標津小学校
  - 標津町立川北小学校
- 幼稚園
  - 標津町立標津幼稚園
  - 標津町立川北幼稚園
- 閉校

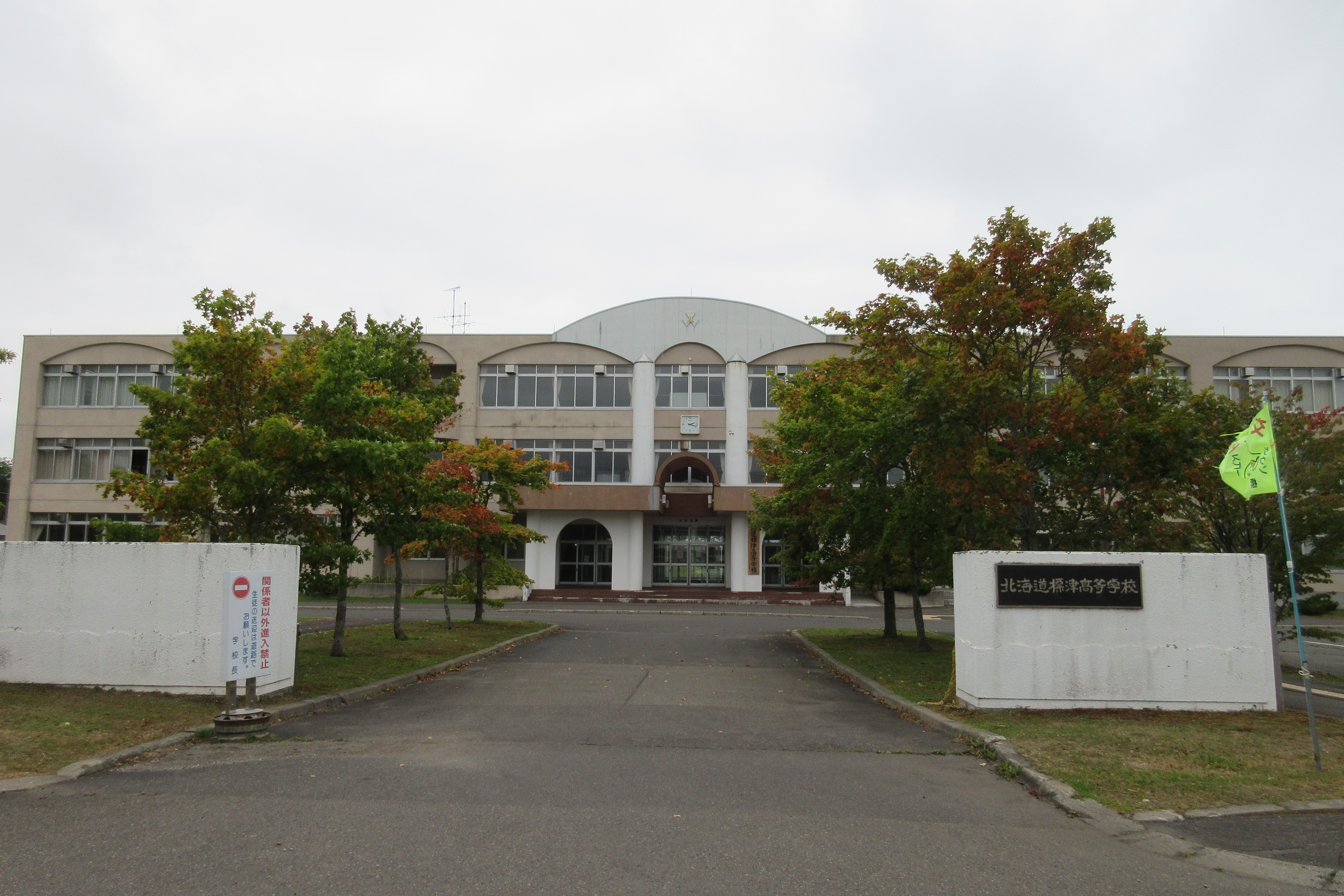
北海道標津高等学校

  - 1996年（平成8年）3月 - 標津町立上古多糠小学校（古多糠小と統合）
  - 2005年（平成17年）3月 - 標津町立北標津小中学校（川北小・中と統合）
  - 2006年（平成18年）3月 - 標津町立忠類小学校（標津小と統合）
  - 2012年（平成24年）3月 - 標津町立古多糠小中学校（川北小・中と統合）
  - 2012年（平成24年）3月 - 標津町立薫別小中学校（標津小・中と統合）

### 姉妹都市・提携都市
- 友好都市
  - 大畑町（青森県下北郡、現むつ市）- 2005年 大畑町のむつ市との合併により、友好都市を解除。

### 不祥事
職員過労パワハラ自殺
2019年7月、当時24歳の町職員が上司からの叱責や月146時間にも及ぶ残業時間からくるうつ病を元に過労自殺。職員は北方領土問題の啓発事業の一環である教育旅行の町への受け入れ作業を一人で担当することになり、上司が用意した引継ぎ資料がきわめて不十分だったことや他の職員から支援を受けられなかったことで業務が過大となった。

## 交通

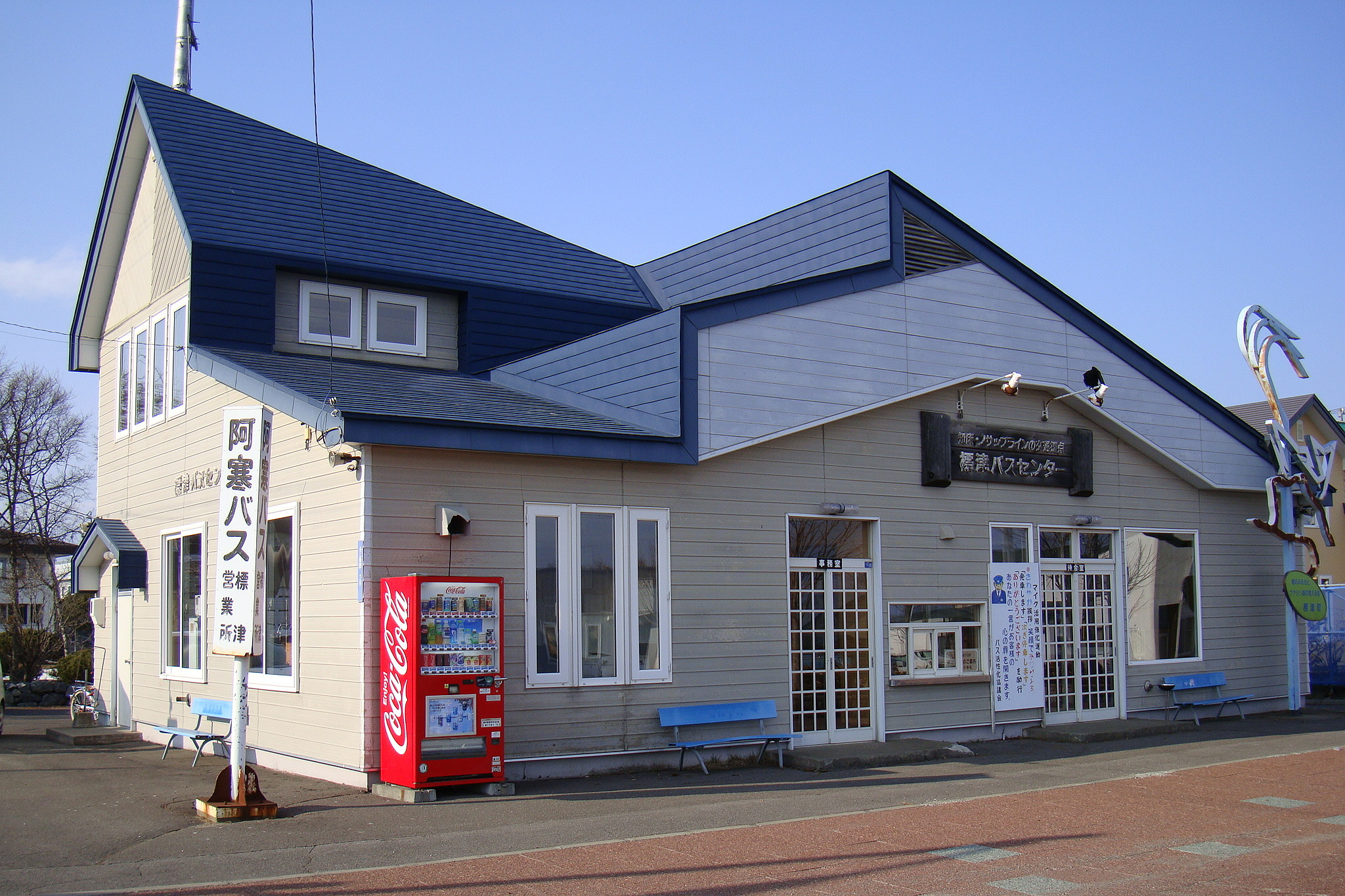
阿寒バス標津営業所

### 空港
- 根室中標津空港（中標津町）

### 鉄道
町内を鉄道路線は通っていない。鉄道を利用する場合の最寄り駅は、JR北海道釧網本線知床斜里駅。

#### 廃止された鉄道
かつては標茶駅まで鉄道（標津線）が通っていたが（町内の駅は川北駅と根室標津駅）、1989年に廃線となった。現在は阿寒バスによる代替輸送が行われている。以前は根北線の計画もあった。

### バス
- 阿寒バス
釧路市立病院 - 釧路駅前 - 中標津 - 標津 - 羅臼 - ウトロ
標津 - 尾岱沼 - 白鳥台
標茶駅前 - 西春別 - 計根別 - 中標津 - 俵橋 - 標津（標津線代替）

### 道路
- 高速道路
  - 現在はなし。
- バイパス
  - 現在はなし。
- 一般国道
  - 国道244号（根北峠）
  - 国道272号
  - 国道335号
- 道道
  - 北海道道737号標津停車場線
  - 北海道道774号川北中標津線
  - 北海道道863号川北茶志骨線
  - 北海道道950号野付風蓮公園線
  - 北海道道975号開陽川北線
  - 北海道道1145号薫別川北線

## 名所・旧跡・観光スポット・祭事・催事

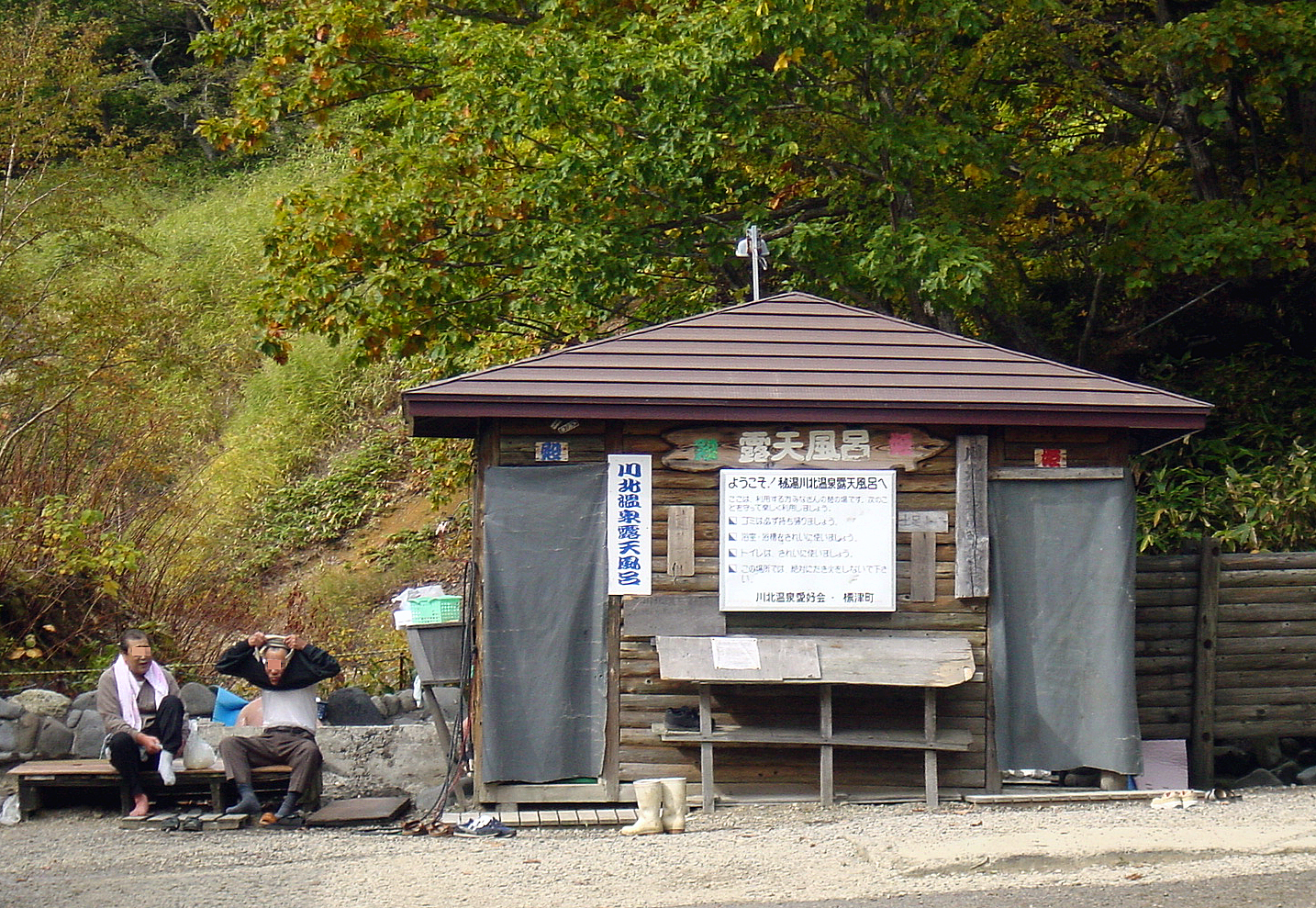
川北温泉

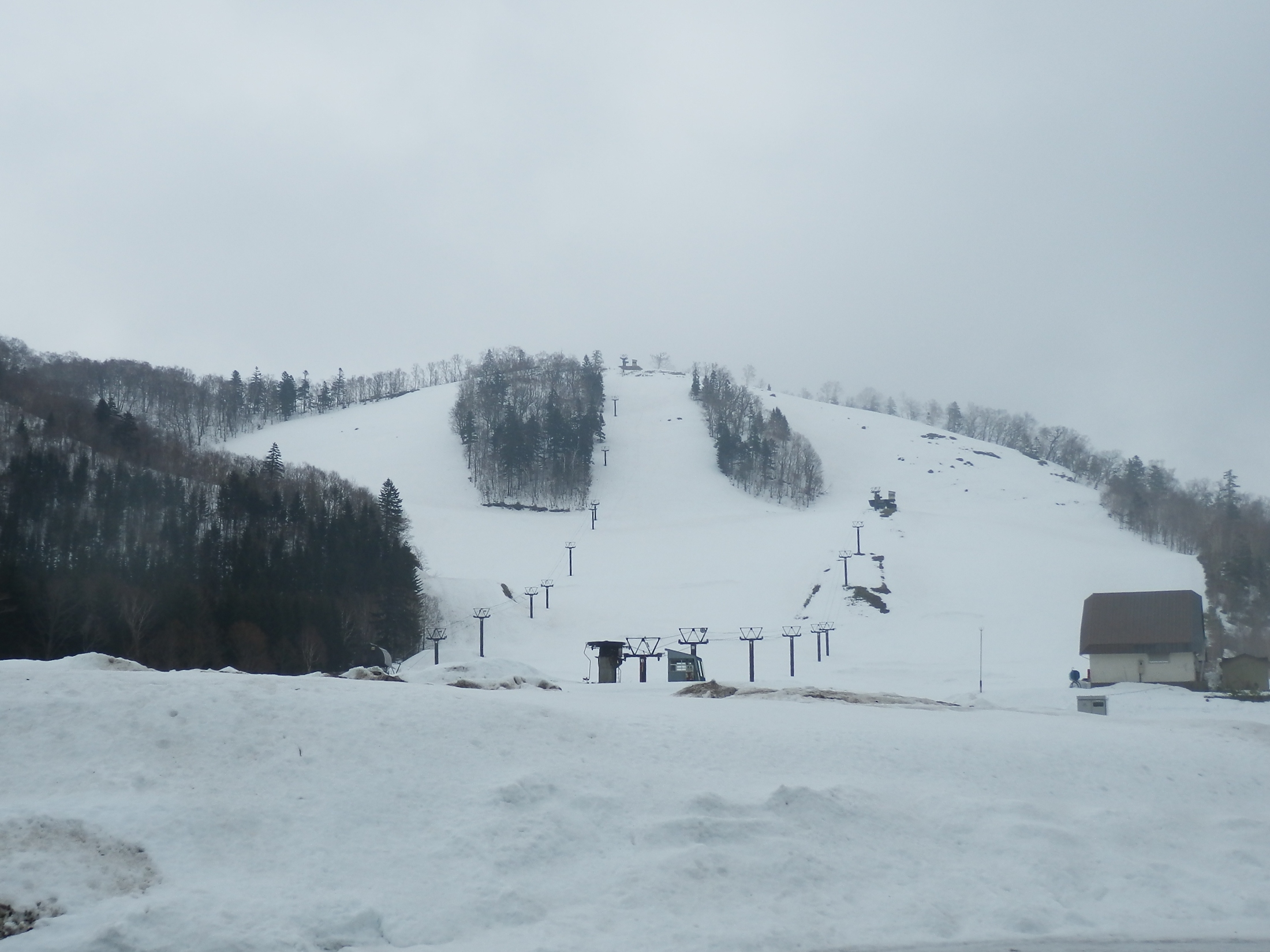
標津町金山スキー場

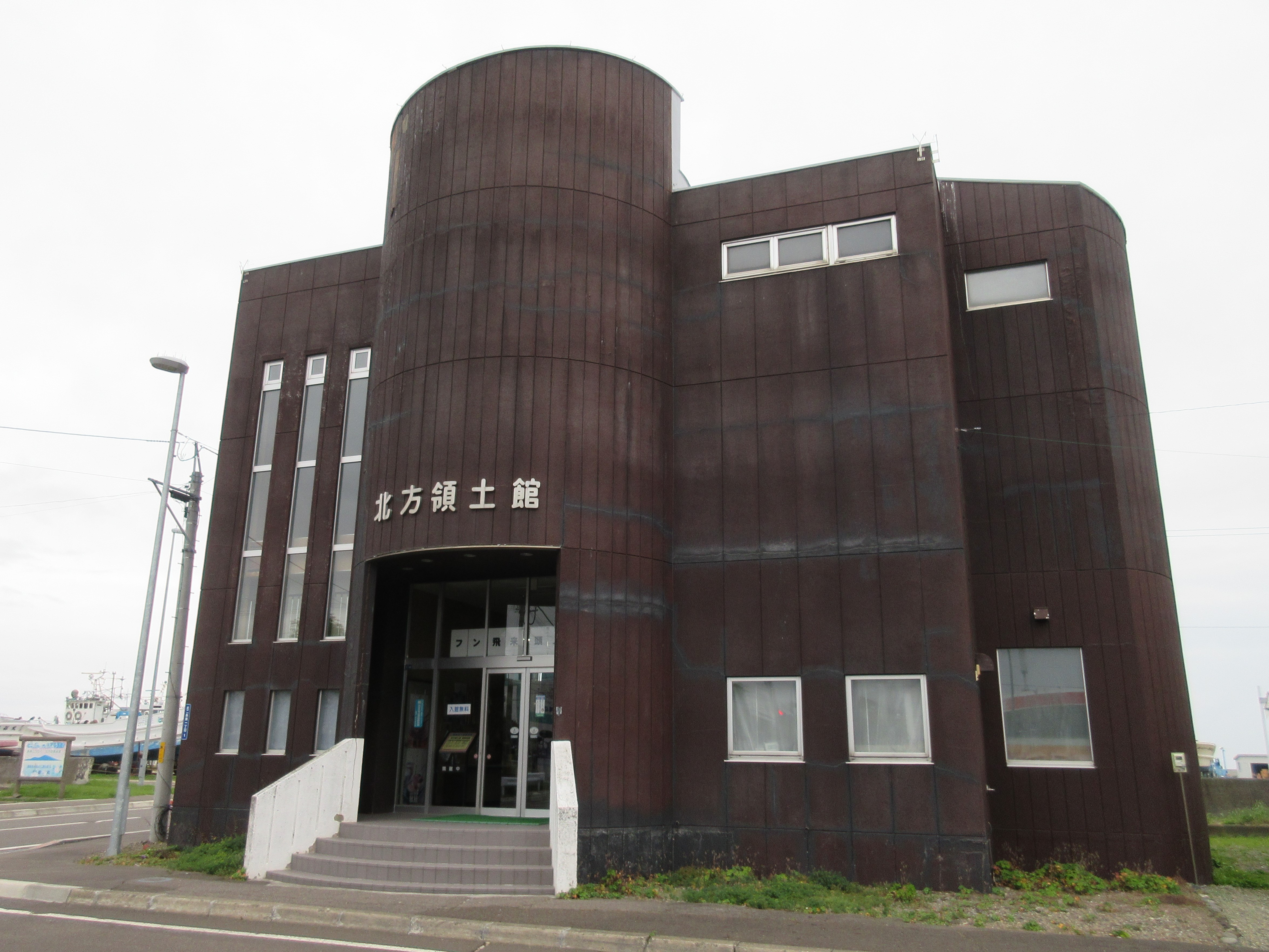
標津町北方領土館

### 文化財

#### 史跡
- 標津遺跡群
  - 伊茶仁カリカリウス遺跡 - ポー川史跡自然公園
  - 古道遺跡
  - 三本木遺跡
- 根釧台地の格子状防風林

#### 天然記念物
- 標津湿原 - ポー川史跡自然公園
- サケの文化（北海道遺産）

#### 標津町指定文化財
- 会津藩士の墓、旧国泰寺香炉、龍雲寺の馬頭観世音菩薩など有形文化財8件
- 標津駅転車台
- 川北海軍航空基地（掩体壕）跡
- 薫別説教所の山桜
- 川北神社の赤松
- 忠類神社の山桜等
- 標津小学校のハルニレ
- 川北運動場の山桜等
- 川北特別教授場の山桜等
- 戸長桜
- 旧藤野牧場のカラマツ

### 観光
- 川北温泉
- 薫別温泉
- 野付半島
- 標津サーモンパーク：北海道、世界各地のサケ類を展示している。
- ポー川：河口付近では史跡自然公園や湿原として整備されている。
- メロディーロード
  - 町道川北北七線の道道774号線（基線）との丁字路付近にある。舗装に溝が掘ってあり、乗用車で法定速度で走ると車室内に侵入する走行騒音が『知床旅情』に聞こえる。付近には川北飛行場跡もある。
- ホエールウォッチング
- 標津町北方領土館：島の様子の紹介、立体パノラマ、島に生息する動物の剥製他。北2条東1丁目
- 標津町歴史民俗資料館：天然記念物標津湿原や、国史跡伊茶仁カリカリウス遺跡に関する資料のほか、日本最大級のヒグマ剥製等を展示。伊茶仁2784番地。

### レジャー
- 北海道をはじめ日本の河川で鮭を釣る事は水産資源保護法や北海道内水面漁業調整規則により、原則として禁じられているが、忠類川ではサケ・マス有効利用調査の対象河川として、調査目的での釣行が許可されており、秋のシーズンには多くの釣り師が集まる。釣行には事前申込みが必要で、手法などにもいくつかの制限がある。

## 移住促進施策
標津町では、「北のふるさと移住計画」と称する移住促進施策を実施している。これは、定住して3年以内に住宅を建設すれば1区画当たり120坪から140坪の区画が無償で分譲されるというものである。町では美郷団地等一定の区画を定住促進団地として指定している。

## ゆかりのある人物
- 大菅小百合 - スピードスケート選手
- 椙田圭輔 - アメリカンフットボール選手
- 竹谷とし子 - 参議院議員
- さちまる。 - お笑い芸人
- フジモトタカコ - シンガーソングライター、上記のさちまる。は姉
- 佐藤晴子 - 標津町と羅臼町でホエールウォッチングのガイド等に従事し、2019年にツチクジラ属の新種として報告されたクロツチクジラの英名は彼女の名前に由来している[12]。
- RoughSketch - 作曲家、編曲家、DJ